# ロータス・E21
ロータス・E21 (Lotus E21) は、ロータスF1が2013年のF1世界選手権参戦用に開発したフォーミュラ1カー。

## 概要
2013年1月28日、ロータスはエンストンの本拠地において、他チームに先駆けて2013年シーズン用のマシンE21を公開した。今季のレギュレーションではノーズの段差を隠すパネルの装着が認められているが、ロータスでは数グラムの重量が増え、パフォーマンス上のメリットもないと判断して段差を残した。このパネルを全く使用しないのは、11チーム中2チーム（ロータスとケータハム）だけとなった。
また、前年途中からテストしている受動式リアウィング失速装置（パッシブダブルDRS）の実戦投入を目指して、開発を継続している。インダクションポッドの両サイドに専用のインテークが設置されており、ダブルDRSを使用しない時はカバーが付けられている。
最初のプレシーズンテストでは前年の終盤戦から投入したバルジ型コアンダエキゾーストを装着していたが、テスト後半ではレッドブルに似たエアダクトを持つ傾斜型エキゾーストへと変更した。
他チームの多くがカーボン製のギアボックスを使用するが、ロータスはチタニウム製のギアボックスを使用している、このギアボックスはラピッドプロトタイピング(いわゆる3Dプリンター）により製造されカーボン整形や鋳造に必要な「型」を製作する手間を省いている。

## スペック

### シャーシ
- シャーシ名 E21
- シャーシ構造 カーボンファイバー/アルミニウムハニカム複合構造モノコック ルノーV8エンジン搭載（ストレスメンバー）
- サスペンション カーボンファイバー製 前プッシュロッド/後プルロッド トーションバー トップ&ボトム・ウィッシュボーン アルミニウム製アップライト
- ダンパー ペンスキー&マルチマチック
- ホイール O・Z
- ブレーキディスク・パッド・キャリパー APレーシング カーボンファイバー製ディスクブレーキ
- ブレーキマスターシリンダー APレーシング&ブレンボ
- タイヤ ピレリ P Zero
- ギアボックス 縦置き7速＋リバース1速 油圧式セミオートマチック（クイックシフト） チタニウム製ケーシング
- エレクトロニクス MES-マイクロソフト スタンダードECU
- KERS ルノー・スポールF1（バッテリー/モータージェネレーターユニット） マニエッティ・マレリ（ECU）

### サイズ
- 全長 5,088mm
- 全幅 1,800mm
- 全高 950mm
- 前トレッド 1,450mm
- 後トレッド 1,400mm
- 重量 冷却水、潤滑油、ドライバーを含めて642kg

### エンジン
- エンジン名 ルノー RS27
- 気筒数・角度 V型8気筒・90度
- 排気量 2,400cc
- 最高回転数 18,000rpm（レギュレーション規定値）
- シリンダーブロック アルミニウム鋳造製
- バルブ数 32
- 重量 95kg
- 燃料タンク ATL（ケブラー強化ゴム）
- 燃料・潤滑油 トタル

## 記録
| 年   | No. | ドライバー   | 1   | 2   | 3   | 4   | 5   | 6   | 7   | 8   | 9   | 10  | 11  | 12  | 13  | 14  | 15  | 16  | 17  | 18  | 19  | ポイント | ランキング |
| 年   | No. | ドライバー   | AUS | MAL | CHN | BHR | ESP | MON | CAN | GBR | GER | HUN | BEL | ITA | SIN | KOR | JPN | IND | ABU | USA | BRA | ポイント | ランキング |
| ---- | --- | ------------ | --- | --- | --- | --- | --- | --- | --- | --- | --- | --- | --- | --- | --- | --- | --- | --- | --- | --- | --- | -------- | ---------- |
| 2013 | 7   | ライコネン   | 1   | 7   | 2   | 2   | 2   | 10  | 9   | 5   | 2   | 2   | Ret | 11  | 3   | 2   | 5   | 7   | Ret |     |     | 315      | 4位        |
| 2013 | 7   | コバライネン |     |     |     |     |     |     |     |     |     |     |     |     |     |     |     |     |     | 14  | 14  | 315      | 4位        |
| 2013 | 8   | グロージャン | 10  | 6   | 9   | 3   | Ret | Ret | 13  | 19† | 3   | 6   | 8   | 8   | Ret | 3   | 3   | 3   | 4   | 2   | Ret | 315      | 4位        |

- 太字はポールポジション、斜字はファステストラップ。(key)
- † 印はリタイアだが、90%以上の距離を走行したため規定により完走扱い。